# 蓮花山鎢礦
蓮花山鎢錳鐵礦（Wolframite mine, (Fe,Mn)WO4）位於現今香港大欖郊野公園範圍東部、包括蓮花山及上塘一帶。按照地政總署的1956年航拍照顯示，主要的礦坑出口及建築物位於以地圖座標KJ998795為中心的半徑200米範圍內。然而除此之外，附近山頭可見大量小規模開採的礦洞。1950年代初，由於韓戰引致鎢價大幅上升，採鎢業在蓮花山上出現。然而隨著需求萎縮，蓮花山的採鎢業於1957年左右結束。

## 礦床
香港多類金屬礦產大部分由中生代的岩漿活動造成，再透過熱液成礦作用，在石英脈、斷層等地點富集礦物而產生礦床，尤其係蘊藏於幼粒花崗岩的地方。蓮花山鎢錳鐵礦即屬一例。在蓮花山，與鎢錳鐵礦共生的還有方鉛礦、黃鐵礦等。

## 開採歷史
1948年1月6日，退休的政府稅務局官員Patrick John O'Neill申請在該地區探礦的許可證。到1951年1月，O'Neill已在上塘地區租用土地開始勘探。發現鎢礦的消息傳出後，周圍的山坡上出現大量非法開採。1951年夏季時，當地參與非法採礦活動的人達3,000至5,000人。礦工使用鎬和鏟子小規模地開採鎢礦，再將經清洗和淘選的礦石賣給到山上收購的買家，每斤(0.6公斤）價格約為10港元。這項勞動力密集型的工作可為三至四人的團隊提供每日30港元的收入。
1951年11月7日，政府頒發了1號臨時採礦許可證予O'Neill，後者委任由Wong Yick Sam與Chan Yau San主理的承包商Ling Tong Mining Company開發該礦。該礦業公司從非法採礦工人中招募礦工，並建設礦場設施。然而由於該礦業公司管理欠佳，O'Neill於1952年5月21日解雇該承包商，並任命由許士芬所掌控的Po On Hong Company為承包商開發該礦。
由於健康惡化，O'Neill於1954年5月交出採礦許可證予Po On Hong Company。採礦持續到第二年，期間開採了大約一噸礦石，價值約港幣13,000元。然而，由於礦石價格下跌和過度借款，該公司於1955年9月被宣布破產。破產後，破產管理署署長繼續經營該礦場，共開採了7.18噸礦石。1957年3月14日，該礦場關閉。

## 開採方式
該礦場的主要礦坑位於一個淺山谷的東面，其上尚有其他礦坑，在較高礦坑開採到的礦石會利用豎井掉入主礦坑。礦工再用手推礦車將礦石從主礦洞推出地面，帶到選礦廠粉碎和洗滌，將鎢精礦從礦石中分離出來。

## 遺留痕跡
在1950年代的合法和非法採挖遺留了約1000個勘探性質的礦洞，多數呈東-西走向，跟隨含礦的石英脈分佈。 當時蓮花山的植被以草為主，採礦的礦洞清晰可見，周圍的山坡上佈滿了挖掘出的土石。然而今天該地區基本上已被林地覆蓋，掩蓋了千瘡百孔的景觀。